# Iberismo

Proposta de bandeira Federalista Ibérica de 1854.

Localização da Península Ibérica (em verde) na Europa, delineando os dois principais países da região, Espanha e Portugal.

O Iberismo é um movimento político e cultural que defende a aliança das relações a todos os níveis entre Andorra, Espanha e Portugal.
Originalmente, o Iberismo, como projeto de construção de um Estado ibérico, pretendia ter uma só entidade política, ou seja, criar um único país que incorpore o atuais estados de Portugal e Espanha. Tal união levaria a que ambos os países, já unificados, se tornassem no 44.º maior país do Mundo, no 5.º maior país da União Europeia, e o 24.º mais populoso (em 2009). O fuso horário do país variaria entre UTC -1 (nos Açores) e UTC +1 (na atual Espanha), aumentando mais uma hora no período de Verão no Hemisfério Norte (sendo que seria possível que, à exceção dos Açores, o país passasse a ter todo ele o mesmo fuso horário UTC 0 ou UTC +1).
O Iberismo iniciou-se como tal no século XVIII, com o espanhol José Marchena, quem, em L'Avis aux espagnols, deu à doutrina um corte progressista, federal e republicano. Mas o seu auge deu-se durante o século XIX.
Estes ideais ibéricos eram promovidos principalmente pelos movimentos republicanos, socialistas, liberais e maçónicos em ambos os países, quando eles tiveram o maior dilema dos ideais nacionalistas de inclusão, como o da Risorgimento Italiano ou a da Unificação Alemã.
No triénio liberal, em Espanha (1820–1823) as organizações secretas liberais da Península Ibérica tentaram introduzir o iberismo em Portugal, para estabelecer sete repúblicas federadas, das quais cinco estariam na Espanha e duas em Portugal: a Lusitânia Ulterior e a Lusitânia Citerior. Posteriormente, durante todo o Sexênio Revolucionário espanhol, o movimento alcança o seu auge, Joan Prim i Prats ver-se-á inclinado a defender a união de Espanha e Portugal. Após o seu assassinato (1870), e especialmente com a Primeira República Espanhola (1873–1874), o movimento recobra importância, pelo modelo federal que se implanta na Espanha.
Na Espanha antes da guerra civil de 1936-39, as ideias iberistas chegaram a ser promovidas pelos nacionalistas galegos no que se propunha uma União Confederal Ibérica na que Portugal e a Galiza teriam que unirem-se e assim equilibrar o predomínio de Castela, conformando-se a confederação ibérica com a antiga coroa de Aragão e Navarra, como as outras nações ibéricas, Inspirando-se em ideais de caráter integrador.

## Antecedentes

### Geográficos e culturais

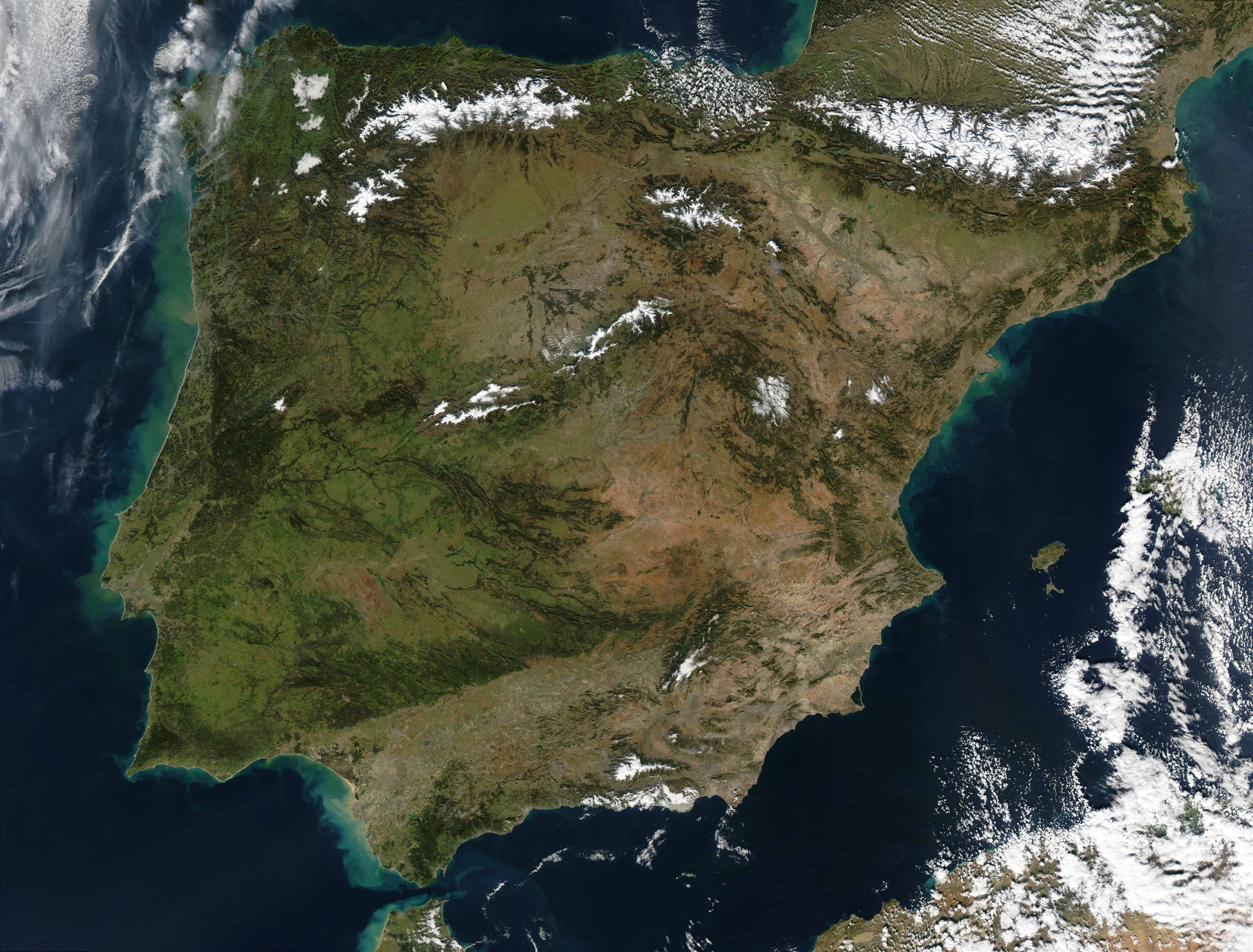
Península Ibérica vista do espaço em janeiro de 2003

Portugal e Espanha partilham uma unidade geográfica que se revela na longa fronteira comum (1.214 km), no seu cruzamento por vários rios importantes, como o Minho, Douro, Tejo e Guadiana, pelo mesmo clima, base rural, etc., características estas de relevância especial para a Península Ibérica. Além disso, os dois países têm uma História — por vezes comum, por vezes paralela — desde as dominações romana, visigótica, árabe, até à consolidação dos reinos cristãos medievais, continuando pela era dos Descobrimentos, a união dinástica aeque principaliter das três coroas da Península Ibérica sob o mesmo soberano da Casa de Áustria, a Guerra Peninsular (chamada em Espanha de Guerra da Independência), a Quádrupla Aliança (1834) frente às guerras carlista e miguelista, o Pacto Ibérico (1942), e terminando com a adesão de ambos os países à União Europeia.
As propostas iberistas englobam, para além do território peninsular, as ilhas adjacentes que historicamente estão relacionadas com os Estados e habitantes da Península. No Mar Mediterrâneo situam-se as Ilhas Baleares, unidas historicamente à Coroa de Aragão e posteriormente a Espanha. No oceano Atlântico situam-se vários arquipélagos que partilham o espaço geográfico conhecido como a Macaronésia, sendo os Açores e a Madeira povoados pelos portugueses, e as ilhas Canárias anexadas à Coroa de Castela durante o século XV. A inclusão de outros territórios peninsulares, como Andorra e Gibraltar, ou do norte de África (Ceuta e Melilla) é geralmente aprovada, ainda que sujeita a discussão.
À exceção do idioma basco, as restantes línguas da península procedem do latim e pertencem ao Grupo Ibero-Romântico, as quais se foram configurando e definindo durante a época da Reconquista.

### Históricos

Brasão dos reis da Casa de Áustria, quando também soberanos de Portugal, aquando a dinastia filipina da coroa portuguesa. É de destacar as armas de Portugal entre as de Castela e Aragão.

Durante o Antigo Regime, as tentativas de união ibérica surgiram a reboque de circunstâncias políticas internacionais. Estas tentativas fundamentavam-se na política matrimonial fomentada desde a Idade Média.
Durante o século XVI, como consequência da morte do rei de Portugal, D. Sebastião, na Batalha de Alcácer-Quibir, o seu tio, D. Filipe II, rei de Espanha, filho de D. Isabel de Portugal e neto do rei D. Manuel, fez valer a sua pretensão ao trono português, e em Junho de 1580 enviou o Duque de Alba e o seu exército a Lisboa para assegurar a sua sucessão. Filipe II foi aclamado rei de Portugal, como D. Filipe I, nas Cortes de Tomar em Abril de 1581. O outro pretendente, D. António, Prior do Crato, foi derrotado em Alcântara (1580) acabando por se refugiar nos Açores, onde a armada filipina lhe infligiu a derrota final. Deste modo, desde 1580 a 1640, quando Portugal se rebelou sob a liderança de D. João, duque de Bragança, efetivou-se a união da Península sob uma única coroa; não obstante, manteve-se a distinção formal entre "as Espanhas" e Portugal, como exemplifica o título de Hispaniarum et Portugalliae Rex. D. João IV recebeu um apoio generalizado do povo português, e os espanhóis – que tinham de lutar contra rebeliões em muitos dos seus domínios, para além da guerra com França – foram incapazes de responder. Espanhóis e portugueses mantiveram-se num estado de paz de facto entre 1641 e 1657. Quando D. João IV morreu, os espanhóis tentaram lutar por Portugal contra o seu filho D. Afonso VI, mas foram derrotados na batalhas do Ameixial (1663), Castelo Rodrigo (1664) e Montes Claros (1665), o que levou Espanha a reconhecer a independência portuguesa em 1668 pelo Tratado de Lisboa.

## História
O iberismo inicia-se como tal no século XVIII com José Marchena, que, em l'Avis aux espagnols, deu à doutrina um cariz progressista, federal e republicano. Porém o verdadeiro auge pró-iberista dá-se durante o século XIX.
Em Espanha, a dissolução do Antigo Regime e a formação do Estado liberal estiveram na origem da invasão da Península pelas tropas napoleónicas, demorando-se quase três décadas a consolidação do Liberalismo. A Guerra Peninsular (1807-1814) foi testemunha de outra tentativa de união entre Espanha e Portugal.

### Tentativas de uniões dinásticas
O reinado de D. Fernando I, decorrido entre 1367 e 1383, ficou marcado pelo envolvimento em várias aventuras guerreiras, mal preparadas e mal executadas, bem como pela instabilidade de alianças e objetivos. Os últimos anos do reinado decorreram sob a obsessão de uma política de alianças e de casamentos na qual foi contemplada a hipótese de união ibérica ou, pelo menos, de união entre Portugal e Castela. Foi neste contexto que se desenrolaram os sucessivos projetos matrimoniais em que esteve envolvida a jovem D. Beatriz (nascida em 1372), herdeira da coroa portuguesa. D. Beatriz veio a casar aos 11 anos de idade com D. João I de Castela, que antes estivera para ser seu sogro, e que a desposou para herdar o trono de Portugal. Tanto as Cortes de Valladolid (1383) como as de Santarém (1383) deram o seu acordo às decisões tomadas. Nesse mesmo ano, após a morte de D. Fernando I, sua mãe D. Leonor Teles fê-la proclamar rainha de Portugal, assumindo ela a regência. A aclamação de D. Beatriz e do seu marido, como reis de Portugal, causou tumultos populares e abriu a crise da independência, que levou à guerra com Castela, inviabilizando o projeto de união dinástica.
Na viragem do século XV para o século XVI, a união dinástica das coroas ibéricas esteve muito próxima, primeiro por intermédio do Príncipe D. Afonso filho de D. João II, herdeiro da coroa e casado com D. Isabel de Aragão, filha mais velha dos Reis Católicos, então a herdeira mais provável das coroas de Castela e Aragão. No entanto, o Príncipe D. Afonso morreu em 1491 de uma queda de cavalo durante um passeio. Depois, D. Isabel voltou a casar, com o primo direito do sogro, o Rei D. Manuel I. Morreu de parto em Saragoça, ao dar à luz o Príncipe D. Miguel da Paz (como foi batizado, para selar a paz existente entre as três coroas peninsulares) que se tornou o herdeiro conjunto de Castela (onde foi de imediato reconhecido como Príncipe das Astúrias), de Aragão (e como tal jurado herdeiro nas Cortes reunidas em Saragoça) e de Portugal. Porém, em 1500, a morte precoce do príncipe aos dois anos de idade pôs fim ao sonho da união ibérica na sua pessoa.

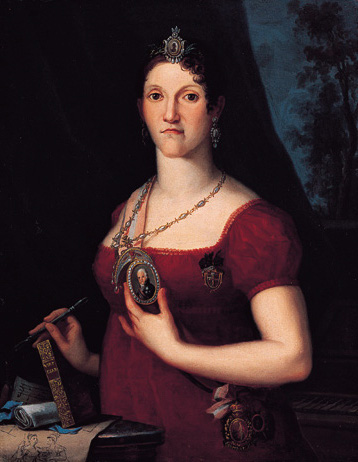
A rainha Dona Carlota Joaquina Teresa de Bourbon

Nas Cortes de Cádis (1812) os partidários da união propuseram que a regência espanhola se outorgasse a D. Carlota Joaquina, filha de D. Carlos IV de Espanha e esposa do príncipe regente português D. João (futuro D. João VI). Se este projeto se tivesse levado a cabo, as regências dos dois Estados teriam recaído sobre ambos os cônjuges. Como esta formulação se baseava, não obstante, em interesses dinásticos tradicionais e não num ideal nacionalista, não conseguiu angariar grande influência, mas demonstra que a união ibérica plasmada na união dinástica teve um certo apoio.
Depois do regresso ao absolutismo, com o retorno de D. Fernando VII de Espanha, os liberais refugiados em Londres, necessitados de apoio, procuraram-no entre os seus companheiros de exílio portugueses, pedindo a sua solidariedade e cooperação. Em jornais da época, no El Constitucional Español, apareceram vários artigos que insistiam na unidade natural da Ibéria. Também em Londres, O Campeão Português publicou vários artigos a favor da união ibérica.
Ao triunfar a Revolução liberal em Espanha em Janeiro de 1820 e em Portugal em Setembro do mesmo ano, a instauração do triénio liberal (1820-1823) naquele país presumiu uma diminuição de proclamações visando a união ibérica, já que tanto os liberais espanhóis como os portugueses apenas se preocuparam em fundar o sistema liberal nos respetivos países, esquecendo-se do que se passava do outro lado da fronteira. Apesar disso, organizações secretas liberais da Península tentaram inculcar o iberismo para estabelecer sete repúblicas federadas, das quais cinco ficariam em Espanha e duas em Portugal: a Lusitânia Ulterior e a Lusitânia Citerior.
Mas após a invasão de Espanha pelos Cem Mil Filhos de São Luís, a intervenção militar francesa cujo objetivo era apoiar D. Fernando VII para restabelecer o absolutismo, apareceu um novo movimento que postulava a integração da Ibéria. Alguns liberais, que não esperavam nada do rei espanhol, depositaram as suas esperanças na figura de D. Pedro IV (D. Pedro I, imperador do Brasil), primogénito de D. João VI, para ser monarca constitucional liberal de toda a Ibéria. Em Agosto de 1826 os liberais exilados em Gibraltar enviaram uma carta a D. Pedro, na qual expressavam o seu desejo de que um dia cingisse "as três Coroas" (Espanha, Portugal e Brasil) e de que a Ibéria ficasse unificada sob a dinastia de Bragança, destronando os Bourbons.
Setores liberais de Espanha e Portugal, e personalidades como Juan Álvarez Mendizábal e Mouzinho da Silveira, entre outros, defenderam a união ibérica mediante a nomeação de D. Pedro IV como regente de Espanha, incluindo a proposta de casamento entre a princesa D. Isabel II e o neto daquele, D. Pedro V. O grande problema era que o príncipe herdeiro Pedro era quase um bebé, pois tinha nascido em 1837 e era sete anos mais novo que D. Isabel II, que era ainda muito criança. Andrés Borrego propôs uns esponsais e adiar o casamento, mas o matrimónio de D. Isabel II com D. Francisco de Asís de Bourbon pôs termo às especulações.

### Iberismo republicano
Frente à união monárquico-dinástica, surgiu uma alternativa federalista e republicana. Influenciados pela Revolução de 1848 na França, cerca de 400 espanhóis e portugueses emigrados em Paris fundaram o Club Ibérico e organizaram uma manifestação frente à administração camarária, em que, precedidos de uma bandeira com símbolos ibéricos, deram vivas à federação.
Na segunda metade do século, o "Iberismo" em Espanha dividiu-se em duas correntes bem diferenciadas devido aos conflitos sócio-económicos, cada vez mais tensos, produzidos pelo avanço — ainda que muito lento — da industrialização. Uma procurava a "União Ibérica" baseada na unidade monárquica. Esta união de tipo monárquico era apoiada pelos liberais progressistas, que desejavam que se realizasse a integração ibérica sob a monarquia liberal constitucional, e implantar um sistema político e social mais de acordo com o desenvolvimento económico capitalista. Foi defendida principalmente pelos componentes mais significativos da média burguesia e das profissões liberais. A outra corrente advogava uma "federação ibérica" republicana, e via a monarquia como agregadora do latifundismo e do regime oligárquico burguês. A solução do problema devia encontrar-se na implantação de um regime federal republicano com um amplo consenso democrático. Esta posição foi apoiada por setores urbanos, com a participação de pequenos burgueses e setores artesanais.
Entre as obras iberistas publicadas destaca-se a intitulada La Iberia, do diplomata catalão Sinibaldo de Mas. Esta obra foi publicada pela primeira vez em Lisboa em 1851, e reeditada várias vezes tanto nesta mesma cidade como em Madrid. Pretendia demonstrar "as vantagens políticas, económicas e sociais da união das suas monarquias peninsulares numa única nação". Pode-se considerá-la como manifestação dos interesses económicos da burguesia peninsular, que em competição com França e Inglaterra queria ampliar o seu mercado. O brasão da nova nação era o de Espanha e de Portugal unidos, e a bandeira constava de quatro cores: branco, azul, vermelho e amarelo (ver abaixo).
A ideia foi bem acolhida em Portugal, onde se fundou o jornal A Ibéria. Também se começou a publicar em Lisboa um semanário em castelhano e português com o título de Revista de Mediodía, o qual se pode considerar o pioneiro das publicações bilíngues. Apareceu no Porto o semanário literário e instrutivo A Península. Este tipo de movimento cultural tornou-se cada vez mais ativo, fomentado pelas ligações ferroviárias entre Madrid e Lisboa. Ao mesmo tempo multiplicaram-se as vozes a favor de um estreitamento dos laços económicos entre ambos os países. O diário La Corona de Aragón, de Barcelona, converteu-se em líder, na imprensa, na defesa das conveniências da união económica da Ibéria, réplica da união aduaneira (Zollverein) da Alemanha.
Nestas circunstâncias o "iberismo" passou a ser um movimento contra o regime estabelecido. Os republicanos continuavam a crescer, ao que não era alheio um "iberismo" cada vez mais forte que defendia a "federação ibérica".
Na década de 1850, em Portugal, jovens republicanos como Henriques Nogueira ou Casal Ribeiro sustentaram a posição iberista. Nogueira publicou Estudos sobre a reforma em Portugal em 1851, onde defendia um federalismo que, enraizado na tradição, respeitasse particularidades locais ou regionais, leis e costumes. Por outro lado, os artigos que Ribeiro publicou na Revue Lusitanienne no ano de 1852 defendiam uma união ibérica na forma de regime republicano federal. Em 1854 publicou-se no Porto o livro Federação Ibérica (anónimo), que continha o interessante "Projeto de bases para a constituição federal dos Estados Unidos da Ibéria". Neste projeto a Ibéria era uma república federal formada por vários estados, com capital em Lisboa.
Os mais fervorosos seguidores da federação ibérica em Espanha eram republicanos como Sixto Cámara, Fernando Garrido, Francesc Pi i Margall, etc. Os republicanos democratas partidários do iberismo insistiam na importância da reforma social. Também receberam influências dos primeiros socialistas utópicos europeus: Saint-Simon, Fourier, etc. Cámara escreveu A União Ibérica, editado em Lisboa em 1859, no qual se inclinava a favor da implantação de repúblicas tanto em Portugal como em Espanha, e a sua consequente confederação. O seu ativismo levara-o a relacionar-se com movimentos republicanos que surgiam fora de Espanha e, por solicitação de Mazzini, tentou organizar uma "Legião Ibérica" formada por republicanos espanhóis e portugueses para apoiar Garibaldi em Nápoles. Fernando Garrido foi um dos políticos que com mais ardor defendeu o federalismo utópico. Postulava para a Península Ibérica a formação de uma federação, designada Federação Ibérica ou Estados Unidos da Ibéria, integrada "provavelmente" por um conjunto de dezoito Estados, nos quais existiam "afinidades de idioma, origem, história e geografia". Estes Estados eram: Castela-a-Nova, Castela-a-Velha, Vascongadas, Aragão, Navarra, Catalunha, Baleares, Astúrias, Galiza, Estremadura, Trás-os-Montes, Beira, Alentejo, Sevilha, Valência, Andaluzia, Múrcia, Canárias. Por seu lado, Francesc Pi i Margall, sem se preocupar com as divisões territoriais dos Estados que iam compor a Federação Ibérica, defendeu reiteradamente uma federação autonomista e o "pacto proudhoniano", a começar pelos municípios até alcançar a formação do Estado.

### Último terço do século XIX
Nos finais da década de 1860, o regime liberal moderado entrou numa grave crise, à medida que cresciam as forças que consideravam inevitável a abdicação da rainha D. Isabel II de Espanha. Deste modo, o projeto do iberismo converteu-se numa meta realizável. Os movimentos de unificação da Itália ou da Alemanha e o progresso económico e social dos Estados Unidos, acelerado após superar a crise da Guerra de Secessão, ampliaram as esperanças de uma união ou federação da Ibéria.
Outra proposta foi efetivada por Teófilo Braga, que descreveu a trajetória comum de Espanha e Portugal como "parte da ordem natural das coisas". Segundo o seu pensamento político, o próprio Braga desenvolveu um plano concreto para o estabelecimento de uma Federação Ibérica, na qual Espanha devia converter-se em república, dividir-se em territórios autónomos e incluir Portugal na dita federação, que assim seria a mais forte e extensa unidade do conjunto, bem como estabelecer a capital em Lisboa.
Posteriormente, durante todo o Sexênio Revolucionário o movimento alcança o seu maior auge, em que até Juan Prim se verá inclinado a defender a união de Espanha e Portugal. Com a Revolução de 1868, os liberais progressistas de novo tomavam partido pela monarquia constitucional. Uma vez mais surgia a possibilidade de uma "união ibérica" de tipo dinástico, já que fações importantes entre aqueles consideravam que o candidato mais adequado ao trono espanhol era D. Fernando II de Coburgo, pai do rei D. Luís I. Contudo, houve fações que propunham outros candidatos, e os republicanos reagiram violentamente contra esses projetos. Nestas circunstâncias, quando Fernando de los Ríos foi a Lisboa em 1869 para oferecer o trono a D. Fernando, ele não quis aceitá-lo, temendo ver-se envolvido em distúrbios e querelas políticas. Foi D. Amadeu I de Saboia quem se sentou no trono espanhol, tendo que fazer frente a problemas muito graves que o levaram, em Fevereiro de 1873, a abdicar e a exilar-se politicamente. Os republicanos puderam então tornar-se dominantes no Congresso, e nesse mesmo mês se proclamava a Primeira República Espanhola (1873-1874).
Os republicanos espanhóis eram agora partidários da Federação Ibérica. Acusavam a monarquia de ser causa da rutura peninsular, e propuseram a república federal, "uma federação na qual, conservando dentro do seu território a sua autonomia, se associasse aos restantes Estados da grande república ibérica para aumentar a sua força ante o estrangeiro com a força de todos". Houve porém entre eles diferentes posições na hora de conceber a fórmula federal, diferenciando-se quatro tipos:
- A primeira corrente, mais ou menos partidária de Pi y Margall, propunha "uma reconstrução histórica" que atualizasse a conceção pactária da Coroa de Aragão. O ideal está naquela antiga "Hispania" que se identificava com a totalidade da Península Ibérica, composta de reinos diferentes. Dividiam a Península num número indeterminado de cantões ou Estados Federais que desfrutavam de autonomia e que, unidos por um "pacto federal", criariam uma República Federal. Portugal seria mais um Estado que se somaria aos já estabelecidos, pela divisão da Espanha, na Península.
- A segunda corrente adotava um critério político mais moderno. Preocupava-se com o equilíbrio dos Estados, ignorando muitas vezes a delimitação dos antigos reinos. Segundo Fernández Herrero, um dos seus representantes mais notáveis, Espanha ficaria dividida nos seguintes cantões: Catalunha, Valência e Múrcia, Granada e Córdoba, Sevilha e Estremadura, Castela-a-Nova, Aragão, Vascongadas e Navarra, Castela-a-Velha, Reino de Leão, Astúrias e Galiza. Participariam neste organismo federal os três Estados de Portugal, divididos pelo Douro e pelo Tejo.
- A terceira corrente era intermédia, mantendo um critério misto, entre histórico e político. Fernando Garrido era o seu principal representante e propunha que a Península Ibérica formasse uma federação composta de dezoito Estados.
- A quarta aceitava a independência e autonomia dos países ibéricos. Era a confederação, insistia-se, numa república federal só para Espanha, sem a alargar a Portugal.

Em Junho de 1873, após a demissão de Estanislao Figueras como presidente provisório, Pi y Margall chegou à presidência da República como presidente eleito. Espanha definiu-se como República Federal, e começaram os trabalhos para elaborar a Constituição Federal da República Espanhola. No projeto apresentado por Emilio Castelar às Cortes Constituintes em Julho, Espanha compunha-se dos seguintes dezoito estados: Andaluzia Alta, Andaluzia Baixa, Aragão, Astúrias, Baleares, Canárias, Castela-a-Nova, Castela-a-Velha, Catalunha, Cuba, Estremadura, Galiza, Múrcia, Navarra, Porto Rico, Valência, Leão e as Regiões Vascongadas. Os republicanos centralistas opunham-se ao próprio sistema federal, enquanto os cantonalistas reclamavam quase a independência dos "Estados". Entretanto engrossavam as forças monárquicas que tentavam a restauração.
No Sexénio Revolucionário (1868-1874) apareceram portanto vários projetos e ideias de federação com Portugal. No entanto, a política interior de Espanha tornava-se cada vez mais confusa: levantamentos armados dos cantonalistas, guerra carlista e revoltas em Cuba. A primeira República foi derrubada ainda antes de poder elaborar uma fórmula definitiva do Estado federal e sem ter adiantado nada acerca da união da Ibéria, com o golpe de estado do general Manuel Pavía. Cánovas del Castillo aparece como a figura do momento, ele que em plena juventude se tinha manifestado pela abdicação de D. Isabel II e pela união ibérica mediante a oferta do trono espanhol à Casa de Bragança. Com a restauração, os iberistas foram relegados para a última fila das questões políticas.

### Causas do malogro
Como causas que reduziram o projeto iberista à órbita das ideias podem nomear-se o caos interno de Espanha e a falta de simpatizantes em Portugal, onde o iberismo não tinha influência para além de limitados círculos intelectuais; o desconhecimento das particularidades e histórias nacionais respetivas — sobretudo da nacionalidade Portuguesa e sua história pela parte espanhola, uma vez que este movimento em Espanha era maior, vário e mais confuso, decorrente também da compleição já então considerada plurinacional do mesmo país, diverso da característica unitária de Portugal como nação étnica e linguística — e por isso muitas vezes contraproducente nas relações entre ambos; a Inglaterra e França, com interesses respetivamente em Portugal e Espanha, opuseram-se sempre aos movimentos que tentavam a integração dinástica ou a qualquer aliança nesse sentido pelos países ibéricos. Em 1873, quando se proclamou a primeira República em Espanha, o governo inglês manifestou ao governo francês o seu desejo se não permitir, sob nenhuma circunstância, um movimento iberista. Com a chegada da alternância pactuante, o bipartidarismo afastou os republicanos. Não obstante, houve manifestações a favor da união da Ibéria. Durante o ano de 1890 o republicano Rafael Labra manifestou o seu desejo de uma União Ibérica no Congresso de Deputados. Em Junho de 1893 celebrou-se o Congresso republicano em Badajoz, no qual participaram federalistas tanto de Portugal como de Espanha; porém estes movimentos não encontravam eco, dado que em ambos os países se intensificava o processo nacionalizador novecentista do Estado-nação, que em Portugal já era antecedido por uma visão interna e cultural de nação e pátria individual muito anterior aquele e muito precoce, se comparada com muitos outros processos do género na Europa — visão portuguesa no fundo já madura no século XVI, de um processo que por sua vez ainda era anterior, consolidado com a dinastia de Avis e os seus cronistas — e claramente visível na ampla literatura clássica portuguesa tardo-medieval ou renascentista do século XV e sobretudo do século XVI que se lhe seguiu (Épicos Nacionais com um inovador herói coletivo nacional, mesmo no quadro da literatura europeia comparada, como Os Lusíadas, entre outras obras da época — variadas Crónicas nacionais de carácter historiográfico sobre os feitos coletivos da pátria no mundo e sua história anterior, Poesia, Crónicas de Cavalaria sobre as origens lendárias da nação e da sua monarquia) — e em todo o Renascimento Português em geral.
No decurso destes anos os republicanos e federalistas, tão ativos na década de 1860 e no sexénio revolucionário, dedicaram-se a escrever livros justificativos. Pi y Margall publicou Las Nacionalidades em 1876, onde defendia o Estado federal insistindo nas afinidades entre Espanha e Portugal. Garrido publicava Los Estados Unidos de Iberia em 1881. Reiterava o seu ideal republicano e universal, mas ao mesmo tempo considerava que a União Ibérica era o melhor remédio para os pequenos países se esquivarem às suas desvantagens na política internacional da era imperialista.

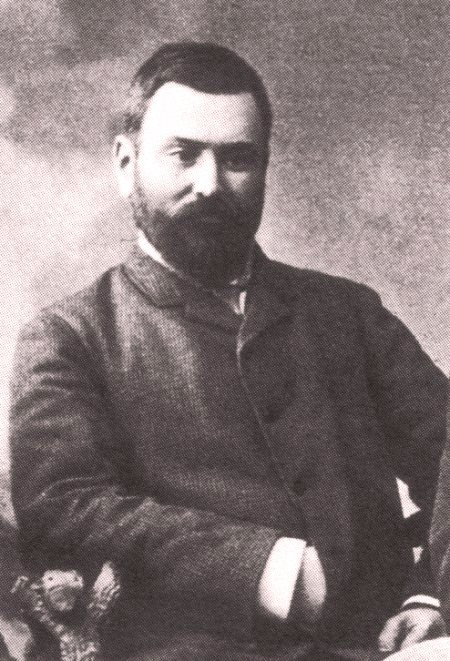
Oliveira Martins

Contudo, no âmbito internacional da Europa, após a unificação da Itália e da Alemanha, cada Estado-nação intensificava a sua "nacionalização". Nessa situação surgiram na Península Ibérica nacionalismos agressivos, tanto em Espanha como em Portugal, complicando a tarefa de defender o iberismo e, ao mesmo tempo, um Estado-nação baseado no nacionalismo de Estado. Nos finais do século XIX apareceu o "iberismo cultural". Os seus representantes eram Menéndez Pelayo em Espanha e Oliveira Martins em Portugal. Este último escreveu a sua História da Civilização Ibérica em 1879, tornando-se muito popular em Espanha. Mas estas ações limitavam o iberismo à órbita da cultura, negando outras manifestações de iberismo. O "iberismo" português de 1890, difundido principalmente entre os estudantes, foi um caso excecional. Devido à crise com o Reino Unido, despoletada pelo Ultimato de 1890, a anglofobia ressuscitou a ideia de uma União Ibérica como salvaguarda dos interesses das pequenas nações ante as grandes potências.

### Propostas nacionalistas periféricas
Desde finais do século XIX o projeto iberista foi-se desvanecendo, porém sem chegar a desaparecer. Foi suscitado pelas minorias linguísticas de Espanha frente ao nacionalismo espanhol. Após a derrota na Guerra Hispano-Americana de 1898 surgiram propostas políticas dos chamados nacionalismos periféricos, alternativas às estatais. Os catalanistas aspiravam à realização da União Ibérica, uma vez que o peso de Castela e a hegemonia política e cultural do castelhano poderia ter uma diminuição relativa, pela inclusão de Portugal dentro do território estatal. Este projeto do nacionalismo catalão deu enorme importância à integração linguística. Propunha três blocos bem definidos na Ibéria: Catalunha, Valência e Baleares no leste; Portugal e Galiza no oeste; e no centro Castela. O ideal dos "Estados Compostos" ou a "Federação Ibérica" seria para os nacionalistas periféricos uma arma peculiar frente ao nacionalismo de Estado, que perdurou durante o século XX. Não foi por acaso que Francesc Macià proclamou a República Catalã em Abril de 1931 da seguinte forma: "l'Estat Català integrat en la Federació de Repúbliques Ibèriques".

### Século XX
Também cabe destacar neste período a figura do reitor da Universidade de Salamanca, Miguel de Unamuno, iberista convicto, que estreitou laços com a classe política portuguesa da época. São por isso assinaláveis, no âmbito da sintonia entre os dois países, o facto da Constituição da Segunda República Espanhola reconhecer a dupla nacionalidade hispano-portuguesa nas mesmas condições em que o fazia com os países hispano-americanos, ou o facto de a bandeira da República Portuguesa ter as cores do Partido Republicano, de tendência iberista.
No século XX, o iberismo, mais do que uma doutrina política explícita, derivou para a pressuposição de algumas conceções políticas e sociais de esquerda, coisa que se manifestou na Primeira República (1910), bem como nas doutrinas de grupos libertários espanhóis e portugueses como a Federación Anarquista Ibérica e a Federación Ibérica de Juventudes Libertarias.

### Atualidade
Na atualidade existem diversas organizações iberistas que realizam trabalhos de desenvolvimento das relações peninsulares entre Portugal e Espanha, como é o caso da Sociedade Iberista, uma associação sociocultural fundada em 2018, que promove a criação de uma aliança estratégica peninsular e europeísta que previna o despovoamento rural, recupere e melhore o ambiente e defenda os direitos humanos.
Anteriormente, um 3 de maio de 2013 constitui-se em Associação o Movimento Partido Ibérico em Covilhã (Portugal). No dia 17 de dezembro de 2014 teve a sua réplica em Espanha quando foi inscrito no ministério espanhol do Interior o Partido Ibérico Íber. Ambos permanecem ativos.
O partido espanhol Izquierda Republicana propunha no seu documento político o 'iberismo federalista' como estrutura de um estado ibérico republicano e federativo.
Segundo preconizava Gaziel, escritor e jornalista catalão, desde a adesão dos dois países à União Europeia em 1986, as relações entre ambos, tanto económicas como políticas e culturais, estreitaram-se de uma forma rápida e intensa. Ele próprio afirmou: "Não serão as vontades dos homens antes as leis da História que alterarão a atual estrutura da Península Ibérica", e aprofundando mais o papel da U.E. como ponto de encontro, acrescentou: "A melhor forma de produzir-se essa evolução será dentro de uma Europa unida".
Rui Moreira, Presidente da Câmara do Porto, consciente da necessidade de aproximar posições, propôs a criação de um IBEROLUX que viria a ser uma estratégia conjunta entre Portugal e Espanha.

### Demografia e extensão
Atualmente, a hipotética união de Portugal e Espanha daria como resultado o segundo maior país, em área, da União Europeia, depois da França, e o quarto maior da Europa, depois da França, Ucrânia e Rússia.
Do mesmo modo, uma União Ibérica daria como resultado o quinto país mais populoso da U.E., rondando os 58,5 milhões de habitantes. Apesar de Espanha ocupar já o quinto posto relativo à população, a soma total da população de Portugal e Espanha aproximaria o resultado de países como a França, Reino Unido e Itália, cuja população, nos três casos, ultrapassa já os 60 milhões, permitindo um igual protagonismo pela repartição de lugares no parlamento europeu, 78, contra os atuais 54 de Espanha e os 24 de Portugal (somados são os mesmos 78).
| País     | População (1 de janeiro de 2009) | Extensão (km²) |
| -------- | -------------------------------- | -------------- |
| Espanha  | 47.150.819                       | 504.645        |
| Portugal | 11.317.192                       | 92.931         |
| Total    | 58.468.011                       | 597.576        |

| Posto | Países da U.E.     | População (1 de janeiro de 2009) |
| ----- | ------------------ | -------------------------------- |
| 1     | Alemanha           | 82002356                         |
| 2     | França             | 64351000                         |
| 3     | Reino Unido        | 61634599                         |
| 4     | Itália             | 60053442                         |
| 5     | Espanha e Portugal | 58468011                         |
| 6     | Polónia            | 38135876                         |

| País/Território    | Área Peninsular (km2) | Percentagem     | Descrição                                                               |
| ------------------ | --------------------- | --------------- | ----------------------------------------------------------------------- |
| Portugal e Espanha | 582780                | >99% (99,9237%) | Ocupam a maior parte (quase a na totalidade) da Península Ibérica       |
| Andorra            | 468                   | <1% (0,0802%)   | Pequeno país, no noroeste, situado nos Pirenéus, entre Espanha e França |
| Gibraltar          | 7                     | <1% (0,0012%)   | Pequeno território britânico, no sul da Península                       |
| Total              | 583225                | 100 %           | Engloba os três países presentes na Península Ibérica                   |

### Analfabetismo
- Portugal 2011: 499.936 pessoas
- Espanha 2009: 466.619 pessoas

Total de analfabetismo: 1.125.509 pessoas = 1,9% da população ibérica
Ao todo 98.1% de população ibérica é alfabetizada, segundo dados de 2009.

## Produto Interno bruto e rendimentoper capita
| País     | PIB (2010) | per capita (2008) |
| -------- | ---------- | ----------------- |
| Espanha  | 1.438.356  | 35.557            |
| Portugal | 252.656    | 23.351            |
| Total    | 1.691.012  |                   |

Comparação a nível internacional do PIB de Espanha e de Portugal, segundo estimativas do FMI para 2010 em milhares de dólares.
| Posto | País               | PIB 2010 milhões de $ (FMI) |
| ----- | ------------------ | --------------------------- |
| 1     | Estados Unidos     | 14.264.000                  |
| 2     | China              | 7.916.429                   |
| 3     | Japão              | 4.354.368                   |
| 4     | Índia              | 3.288.345                   |
| 5     | Alemanha           | 2.910.490                   |
| 6     | Rússia             | 2.260.907                   |
| 7     | Brasil             | 2.181.677                   |
| 8     | Reino Unido        | 2.181.069                   |
| 9     | França             | 2.146.283                   |
| 10    | Itália             | 1.771.140                   |
| 11    | Espanha e Portugal | 1.691.012                   |

### Integração económica
As relações comerciais mantiveram pouco dinamismo até à entrada de ambos os países na União Europeia. A partir desse momento, ambos os países passaram a observar uma evolução que fazia a integração de ambas as economias. O gráfico seguinte demonstra os dados ao longo dos anos.
| Percentagem que representa Espanha no comércio português | Percentagem que representa Espanha no comércio português | Percentagem que representa Espanha no comércio português | Percentagem que representa Espanha no comércio português | Percentagem que representa Espanha no comércio português | Percentagem que representa Espanha no comércio português | Percentagem que representa Espanha no comércio português |
| -------------------------------------------------------- | -------------------------------------------------------- | -------------------------------------------------------- | -------------------------------------------------------- | -------------------------------------------------------- | -------------------------------------------------------- | -------------------------------------------------------- |
|                                                          | 1980                                                     | 1986                                                     | 1990                                                     | 1994                                                     | 2000                                                     | 2005                                                     |
| Exportações                                              | 3,6                                                      | 6,7                                                      | 13,3                                                     | 14,6                                                     | 19,3                                                     | 25,9                                                     |
| Importações                                              | 5,5                                                      | 11,0                                                     | 14,4                                                     | 20,0                                                     | 25,9                                                     | 29,0                                                     |
| Fonte: INE (Portugal), INE (Espanha)                     |                                                          |                                                          |                                                          |                                                          |                                                          |                                                          |

Atualmente, a Espanha é para Portugal o primeiro destino das suas exportações e o primeiro providenciador de exportações. Portugal ocupa a terceira posição em Espanha e o oitavo lugar respetivamente. Apesar desta discrepância de dados, deve-se notar que a Espanha exporta mais para Portugal, do que para todo o continente americano no seu conjunto. As tabelas seguintes mostram os dados respetivos ao ano de 2005.
| Exportações para | Exportações para | Importações de | Importações de |
| País             | Percentagem      | País           | Percentagem    |
| ---------------- | ---------------- | -------------- | -------------- |
| Espanha          | 25,9 %           | Espanha        | 29,0 %         |
| França           | 13,1 %           | Alemanha       | 13,4 %         |
| Alemanha         | 11,9 %           | França         | 8,5 %          |
| Reino Unido      | 8,0 %            | Itália         | 5,2 %          |
| Estados Unidos   | 5,4 %            | Países Baixos  | 4,3 %          |
| Itália           | 4,2 %            | Reino Unido    | 4,2 %          |
| Países Baixos    | 3,9 %            | Bélgica        | 2,8 %          |
| Bélgica          | 3,7 %            | Argélia        | 2,2 %          |
| Outros           | 23,9 %           | Otros          | 30,4 %         |
| Fonte: INE, 2005 |                  |                |                |

| Exportações para | Exportações para | Importações de | Importações de |
| País             | Percentagem      | País           | Percentagem    |
| ---------------- | ---------------- | -------------- | -------------- |
| França           | 19,3 %           | Alemanha       | 15,0 %         |
| Alemanha         | 11,4 %           | França         | 14,5 %         |
| Portugal         | 9,4 %            | Itália         | 8,5 %          |
| Reino Unido      | 8,5 %            | Reino Unido    | 5,8 %          |
| Itália           | 8,4 %            | Países Baixos  | 4,9 %          |
| Estados Unidos   | 4,0 %            | China          | 4,3 %          |
| Países Baixos    | 3,1 %            | Bélgica        | 3,7 %          |
| Bélgica          | 2,8 %            | Portugal       | 3,3 %          |
| Outros           | 33,1 %           | Outros         | 40,0 %         |
| Fonte: INE, 2005 |                  |                |                |

### Turismo
Em relação ao turismo podem ser visualizadas as tabelas em baixo expostas, onde se pode ver a importância das relações turísticas e comerciais entre os dois países. Entradas de turistas em Espanha e Portugal segundo o país de origem.
| País                                   | Percentagem |
| -------------------------------------- | ----------- |
| Reino Unido                            | 30,7%       |
| Alemanha                               | 16,5%       |
| Espanha                                | 11,5%       |
| Países Baixos                          | 6,8%        |
| França                                 | 4,7%        |
| Irlanda                                | 3,6%        |
| Outros                                 | 21,6%       |
| Fonte: Direcção Geral do Turismo, 2005 |             |

| País                                         | Percentagem |
| -------------------------------------------- | ----------- |
| Reino Unido                                  | 27,7%       |
| Alemanha                                     | 17,4%       |
| França                                       | 15,7%       |
| Itália                                       | 5,7%        |
| Países Baixos                                | 4,3%        |
| Portugal                                     | 3,8%        |
| Outros                                       | 25,4%       |
| Fonte: Instituto de Estudos Turísticos, 2006 |             |

## Símbolos propostos para a União Ibérica

### Possíveis nomes
| Nomes                         | Prós | Contras |
| ----------------------------- | ---- | --- |
| União Ibérica                 |      | O nome União Ibérica acarreta a união entre todos os países e territórios presentes na Península Ibérica, para além de Portugal e Espanha estariam subjacentes Andorra e Gibraltar                                       |
| Hispânia                      |      | Hispânia foi o nome dado pelos antigos romanos a toda a Península Ibérica (Portugal, Espanha, Andorra, Gibraltar e uma pequena parte a sul da França)                                                                    |
| Ibéria                        |      | Nome grego da Península |
| Al-Andalus[carece de fontes?] |      | Nome árabe dos territórios muçulmanos da Península Ibérica |
| Sefarad[carece de fontes?]    |      | Nome hebraico da Península |
| Espanhas                      |      | *Nome medieval da Península Ibérica, derivado do latim Hispania. A partir da segunda metade do século XVII, esta designação passou a ser usada, quase exclusivamente, para designar apenas o maior dos estados ibéricos. |

## Personalidades iberistas

### Portugueses
- Fernando Pessoa, poeta, escritor, pensador. Teorizou sobre uma confederação de nações. Partidário de uma aliança de nações soberanas na Ibéria sob determinadas condições, incluindo a manutenção das fronteiras, línguas exclusivas em cada uma das nações-estado e exércitos separados. Defendeu a existência de nações espiritualmente e psiquicamente diferentes na Península Ibérica, sendo uma delas o seu país, Portugal (nação Portuguesa ou "Galaico-Portuguesa", que considera "nação una", incluindo a devolução de Olivença); nações espiritualmente integradas no "grupo civilizacional Ibérico" (grupo entre outros vastos grupos Europeus, também pluri-nacionais), possuidor de uma psíque ibérica comum, ainda que pluri-nacional ou diversa.[19][20][21][22][23][24]
- José Félix Henriques Nogueira, jornalista e escritor.[25]
- Teixeira Bastos, poeta, ensaísta, jornalista.
- Magalhães Lima, advogado, jornalista, político e escritor.
- António Lobo Antunes, escritor.[26]
- Teófilo Braga, presidente do Governo Provisório da República portuguesa em 1910.[27]
- Latino Coelho, militar, escritor, jornalista e político.[28][29]
- Eduardo Lourenço, ensaísta.
- Antero de Quental, pensador e poeta.
- José Saramago, premio Nobel de literatura.[30]
- José Félix Henriques Nogueira, pensador e político.
- José Maria Caldeira do Casal Ribeiro, político.
- Miguel Torga (pseudónimo de Adolfo Correia Rocha), escritor e médico português.
- Maria de Medeiros atriz, realizadora de cinema, cantora.[31]
- Joaquim Pedro de Oliveira Martins, historiador e político. Federalista, mas pela "independência política" de cada nação.
- António-Pedro Vasconcelos Cineasta.
- Natália Correia, poeta e activista. Relativamente próxima das linhas de pensamento manifestadas por Fernando Pessoa e Teixeira de Pascoaes, quando, em momentos das suas vidas, se debruçaram sobre este tema.
- Ana de Castro Osório escritora.
- Fernando Lopes-Graça compositor e maestro.
- Costa Cabral político.
- Joaquim Maria da Silva, filósofo e publicista.
- Latino Coelho militar, jornalista, escritor e político.
- Teixeira de Pascoaes poeta e escritor. Defensor de um "Iberismo espiritual, que solicita um entendimento e uma acção espiritual comum" por parte dos seus povos independentes, com base naquilo que partilham em comum. Poeta e filósofo, criador do Saudosismo e grande teorizador das características únicas da alma da raça Portuguesa, da individualidade espiritual única de Portugal e de um nacionalismo espiritual português, pensamento muito próximo de Fernando Pessoa.[32]
- Rui Moreira, empresário e político[33]
- António Ferro, escritor, jornalista e político

### Espanhóis
- Juan Álvarez Mendizábal, político e economista.
- Víctor Balaguer, escritor em catalão e castelhano e político espanhol.[34]
- Sixto Cámara, político e jornalista espanhol do século XIX.[35]
- Jaime Balmes, filósofo e teólogo
- Emilio Castelar, Presidente da Primeira República Espanhola.
- Antonio Cánovas del Castillo, político e historiador, Presidente do Conselho de Ministros de Espanha.
- Juan Prim, militar e político, Presidente do Conselho de Ministros de Espanha.
- Sixto Sáenz de la Cámara, político, jornalista e socialista utópico.
- Fernando Garrido Tortosa, político e escritor.
- Andrés Borrego Moreno, jornalista, historiador e político.
- Eugenio d'Ors, escritor e filósofo.
- Juan Cortada, escritor e historiador
- Arcadi Espada, escritor.
- Andrés González-Blanco, escritor.
- Guillermo Fernández Vara, presidente da Eurace e da Junta da Estremadura[36]
- Joan Maragall, escritor em língua catalã.
- Sinibaldo de Mas, sinólogo, pintor, calígrafo, escritor, embaixador, aventureiro e intelectual iberista, e uns dos pioneiros da fotografia.
- Francesc Pi i Margall, Presidente de la Primera República Espanhola.
- Ángel Ganivet, escritor
- Miguel de Unamuno, Reitor da Universidade de Salamanca.[37]
- Juan Valera diplomático, político e escritor.
- Ramón Gómez de la Serna escritor e jornalista.
- Ernesto Giménez Caballero escritor e diplomático.
- Marcelino Menéndez Pelayo polígrafo, político e erudito.
- Ramiro de Maeztu escritor.
- José Álvarez Junco, escritor e historiador.
- Francesc Cambó i Batlle, político, advogado e economista.
- Enric Prat de la Riba i Sarrà, político e ideólogo do nacionalismo catalão.
- Alfredo Vicenti, escritor, jornalista, membro das Cortes Espanholas, médico, federalista ibérico, fundador da Asociación de la Prensa
- Alfonso Rodríguez Castelao, político, escritor, pintor, médico e desenhista; assim como um dos pais do nacionalismo galego.
- Ignasi Ribera i Rovira, jornalista e poeta.
- Fernando Maristany, poeta.
- Vicente Risco, escritor e ideólogo do nacionalismo galego.
- Antonio Machado, poeta
- Salvador de Madariaga, diplomata e escritor
- Gabriel Celaya, poeta.
- Julián Marías, filósofo
- Américo Castro, escritor
- Claudio Sánchez-Albornoz, historiador e político
- Fernando Sánchez Dragó, escritor.
- Juan Manuel de Prada, escritor.
- Arturo Pérez-Reverte, escritor.[38]
- José María Aznar, ex-primeiro-ministro de Espanha.
- Alberto Núñez Feijóo, ex-presidente da Galiza.
- Julio Anguita, político e historiador.[39]

## Bibliografía especializada
- Antunes, José Freire. Os espanhóis e Portugal. Oficina do livro. Lisboa, 2004.
- Sardica, José Miguel. Ibéria: A Relação Entre Portugal e Espanha no Século XX. Aletheia Editores. Lisboa, 2013.
- Cabero Diéguez, Valentín. Iberismo y cooperación: pasado y futuro de la península ibérica. Publicações Universidade de Salamanca.
- Chato Gonzalo, Ignacio. Las relaciones entre España y Portugal a través de la diplomacia (1846–1910). Editora Regional de Extremadura, GIT, 2004.
- Molina, César Antonio. Sobre el iberismo y otros escritos de literatura portuguesa. Ediciones Akal. Madrid, 1990.
- Rocamora, José Antonio. El nacionalismo ibérico: 1732–1936. Publicaciones Universidad de Valladolid. Valladolid, 1994.
- Rueda, Germán. Por qué el iberismo en el siglo XIX?. Portugal e O Mundo. Do Passado ao Presente, Cascais, 1995.
- Torre Gómez, Hipolito de la. Antagonismo y fractura peninsular. España–Portugal, 1910–1919. Espasa Calpe. Madrid, 1983.
- Torre Gómez, Hipólito de la. Del «peligro español» a la amistad peninsular. España–Portugal, 1919–1930. Publicaciones UNED. Madrid, 1984.